# Eccles (Kent)
Pour les articles homonymes, voir Eccles.
Eccles est une localité anglaise du comté de Kent, au Royaume-Uni.